# Thomas Kaufmann
Thomas Kaufmann (* 29. března 1962, Cuxhaven) je německý protestantský teolog a církevní historik zaměřující se na reformaci a raný novověk.

## Životopis
Po maturitě v Cuxhavenu v roce 1981 studoval v letech 1981 až 1987 protestantskou teologii v Münsteru, Tübingenu a Göttingenu. V roce 1987 složil svou první teologickou zkoušku v Hannoveru. V letech 1988 až 1989 byl asistentem (repetentem) regionální církve na Evangelické teologické fakultě v Göttingenu a tamtéž byl v letech 1989 až 1993 výzkumným spolupracovníkem Bernda Moellera. V roce 1990 zde získal doktorát prací Eucharistická teologie štrasburských reformátorů do roku 1528. V letech 1993 až 1994 byl Kaufmann vědeckým asistentem na Evangelické teologické fakultě v Göttingenu, kde byl roku 1994 habilitován v oboru církevní dějiny.
V roce 1996 se stal profesorem církevních dějin na Mnichovské univerzitě. V roce 2000 nastoupil po Berndu Moellerovi na místo profesora církevních dějin na univerzitě v Göttingenu. V akademickém roce 2000/01 pracoval také ve vedoucí pozici na École pratique des hautes études, kde v akademickém roce zastával též pozici děkana teologické fakulty. Odmítl jmenování profesorem církevních dějin na univerzitě v Basileji (2005) a na univerzitě v Erlangenu (2011).
Je řádným členem Akademie věd v Göttingenu. V letech 2012 až 2016 byl jejím prvním viceprezidentem a předsedou filologicko-historické třídy. Od roku 2011 je předsedou Spolku pro dějiny reformace (Vereins für Reformationsgeschichte). Dne 5. května 2016 Kaufmann převzal úřad opata kláštera Bursfelde od Joachima Ringlebena, který zastává profesor teologie z Göttingenu.

## Zaměření výzkumu

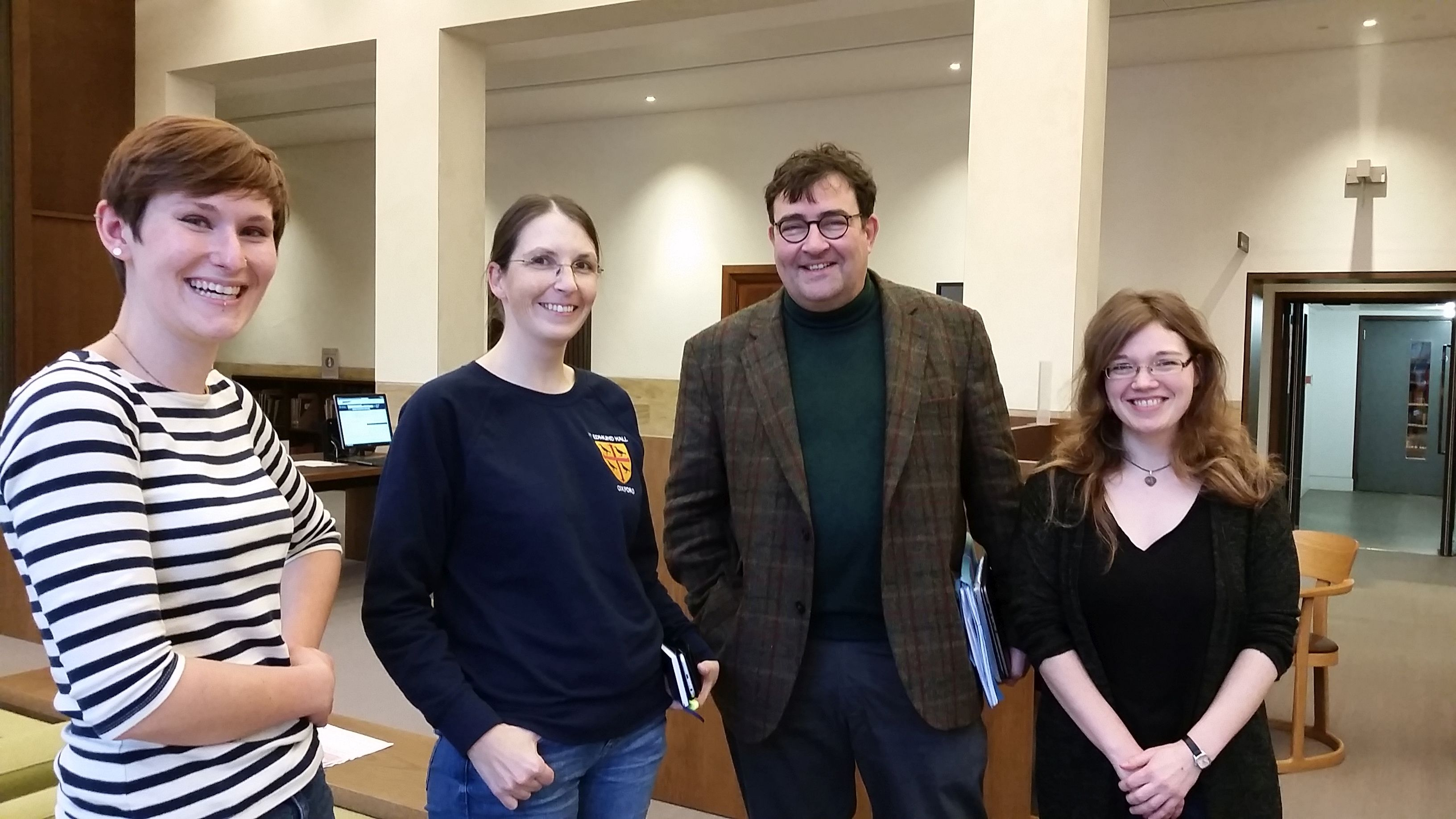
Thomas Kaufmann během diskuse se studenty na semináři historie knihy v Oxfordu, 2017

Ve výzkumu se zaměřuje na dějiny církve, teologii a křesťanství v době reformace a raného novověku. Kaufmann publikoval biografii Martina Luthera, historii reformace v Německu s názvem Vykoupení a zatracení, která byla v roce 2017 několik týdnů na seznamu bestsellerů týdeníku Spiegel. Během dekády reformace (2008–2017) Kaufmann kriticky komentoval chod evangelické církve v Německu (EKD) a naléhal na to, co považoval za vhodné historické klasifikace. Zapojil se do intenzivní debaty s Volkerem Leppinem o hodnocení Luthera. Je vyhledávaným komentátorem pro veřejnoprávní média a četné noviny a časopisy.
Zvláštní pozornost Kaufmann věnuje výzkumu vztahu mezi křesťanstvím, judaismem a islámem v raném novověku. O Lutherově vztahu k Židům vydal široce uznávané knihy, které byly přeloženy do několika evropských jazyků.

## Ocenění
13. ledna 2017 byl Kaufmann jmenován čestným doktorem teologie na Det teologiske Menighetsfakultet, norské teologické škole v Oslu. Za svůj výzkum v oblasti dějin reformace obdržel cenu Univerzity v Oslu. Především ve Skandinávii se velké pozornosti dostalo Kaufmannově pojetí interpretace luterské konfesní kultury. V září 2017 také obdržel čestný doktorát z filozofie na Univerzitě of Oslu . Třídílný seriál „Terra X“ „Velký začátek – 500 let reformace“, který doprovázel jako technický poradce a který byl vysílán během Lutherova roku, byl v roce 2018 oceněn cenou Německé televize v kategorii „Nejlepší infotainment“ kategorie. Za rok 2020 Kaufmann obdržel cenu Gottfrieda Wilhelma Leibnize a ve stejném roce byl zvolen zahraničním členem Britské akademie.